# Morbach
Morbach è un comune di 10.843 abitanti della Renania-Palatinato, in Germania. Appartiene al circondario (Landkreis) di Bernkastel-Wittlich (targa WIL).